# رامین فاتحی
رامین فاتحی متولد ١ فروردین ۱۳۵۷  در سنندج بود که در جریان خیزش ۱۴۰۱ ایران پس از بازداشت توسط نیروهای اداره اطلاعات سنندج در نزدیکی شهر سقز در زیر شکنجه کشته شد. 

## بازداشت
رامین فاتحی در روز ٢١ مهر ۱۴۰۱ در پلیس راه ورودی شهر سقز توسط نیروهای اداره اطلاعات  به اتهام قتل یکی از نیروهای امنیتی به نام غلامرضا بامدی بازداشت شد. همزمان در همان روز برادرش وریا فاتحی و در روز بعد خواهرش رادا فاتحی توسط نیروهای اداره اطلاعات سنندج بازداشت شدند. 

## جانباختن
رامین فاتحی ٩ روز پس از بازداشت در تاریخ ٢۹ مهر ۱۴۰١ به دلیل جراحات بسیار ناشی از شکنجه‌های دوران بازجویی جان‌باخت.
رامتین فاتحی فرزند رامین در مصاحبه با رادیو فردا گفت که پدرش زیر شکنجه مأموران اداره اطلاعات جان باخته است و ماموران اطلاعات پیکر او را شبانه دفن کرده‌اند.